# Luis Aguirre Ford
Luis Gregorio Aguirre Ford (Guayaquil, Nació 25 de agosto de 1958- Murió 21 de julio de 2023), también conocido como Lucho Aguirre, fue un actor y director de teatro y televisión ecuatoriano.

## Carrera
Fue director de Manzana 12, serie infantil transmitida por la señal de SíTV, Solteros Sin Compromiso en TC Televisión, El Rincón de los bajitos, programa concurso de Ecuavisa, así como La taxista, El Combo Amarillo, 3 Familias y La Trinity. Su última producción para televisión fue Compañía 593.
Falleció el 21 de julio de 2023, luego de padecer leucemia mieloide aguda.

## Filmografía
- (2022-2023) Compañía 593
- (2016-2017) La Trinity
- (2014-2020) 3 Familias
- (2011-2016) El Combo Amarillo
- (2010) La taxista
- (2009-2010) El exitoso Lcdo. Cardoso
- (2008-2009) El secreto de Toño Palomino
- (2007) El hombre de la casa
- (2007) Improvisa[8]
- (2005-2006) La niñera
- (2001-2005) Solteros Sin Compromiso
- (1998) La PPG [9]
- (1995-1997) Manzana 12
- (1993) El Rincón de los bajitos
- (1991)  Tal para cual